# Kunding
Kunding ist ein Gemeindeteil des Marktes Burgheim im oberbayerischen Landkreis Neuburg-Schrobenhausen. 

## Geographie
Das Kirchdorf liegt vier Kilometer südlich von Burgheim.

## Geschichte
Kunding war seit 1818 eine Ruralgemeinde und wurde am 1. Juli 1976 im Zuge der Gebietsreform in Bayern in den Markt Burgheim eingegliedert.
Das Dorf gehörte früher zum Schulsprengel von Gempfing; seit der Schulreform Anfang der 1970er Jahre besuchen die Kinder die Volksschule in Burgheim.
Kirchlich gehört der Ort seit Jahrhunderten zur Pfarrei Gempfing (jetzt Teil der Pfarreiengemeinschaft Bayerdilling im Dekanat Donauwörth). Die Filialkirche St. Helena liegt an exponierter Stelle am nordöstlichen Ortsrand. Sie geht auf das 15. Jahrhundert zurück und wurde um 1700 erweitert. Zuletzt wurde sie 2019 renoviert. Der Turm ist von 1866.
Im Dorf bestehen die Freiwillige Feuerwehr und der Schützenverein „Auerhahn“.